# Región Ecatepec
Región 5 Ecatepec es la quinta de las 20 regiones en que se divide el Estado de México. Se localiza al noreste y forma parte del Valle de México, siendo una de las regiones más pobladas.

## Municipios de la región
- Ecatepec de Morelos
- Tecámac